# Heilig-Geist-Kirche (Braunschweig)

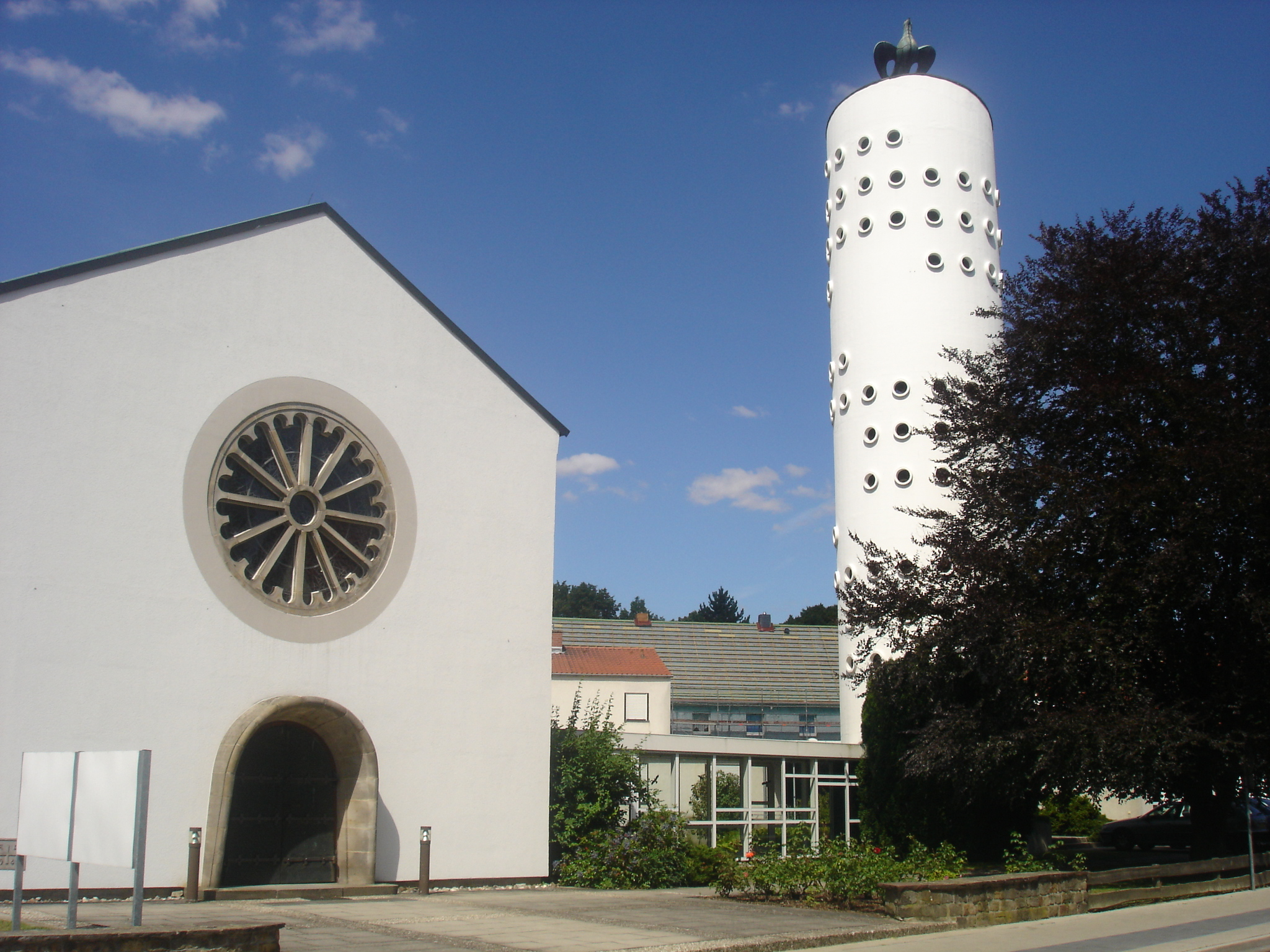
Heilig-Geist-Kirche in Braunschweig-Lehndorf

Die Heilig-Geist-Kirche ist die katholische Pfarrkirche in Braunschweig-Lehndorf, ihre Pfarrgemeinde gehört zum Dekanat Braunschweig des Bistums Hildesheim. Der Bau von 1952 ist durch Architektur und Ausstattung bemerkenswert.

## Vorgeschichte
Der niedersächsische Raum und mit ihm Braunschweig war durch die nachhaltige Wirkung der Regel Cuius regio, eius religio einer von Landesfürsten bestimmten Vergangenheit zur Diaspora für die Christen katholischer Konfession geworden.
Nachdem sich wieder Katholiken in größerer Zahl in Braunschweig niedergelassen hatten, wurde 1942 oder 1943 in Lehndorf die Vikarie St. Godehard errichtet, zu der anfangs bereits rund 1.000 Katholiken gehörten. Ein Raum für Gottesdienste stand ihr zunächst nicht zur Verfügung, aber die Errichtung der Vikarie bewahrte den dafür zuständigen Priester vor der Einberufung zur Wehrmacht. Nach dem Verlust der deutschen Ostgebiete und der einhergehenden Vertreibung der dortigen deutschen Bevölkerung stieg in Braunschweig auch der Anteil der Katholiken sprunghaft an. Eine unmittelbare Nachwirkung davon ist auch der Bau der römisch-katholischen Heilig-Geist-Kirche.
Die katholische Gemeinde in Lehndorf, zuerst benannt nach dem Hl. Godehard und Filialgemeinde der St.-Josefs-Gemeinde in der Goslarschen Straße, feierte ihre Hl. Messen zunächst in privaten Wohnzimmern und sodann in der ev. luth. Alt-Lehndorfer Kreuzkirche, die die dortigen ev.-luth. Gemeindemitglieder, den erst später populär gewordenen Geist der Ökumene bereits damals praktizierend, bereitwillig zur Verfügung stellten. Mit den einfachsten Mitteln musste damals die Seelsorge für 2.000 Gemeindemitglieder gewährleistet werden. Umso dringender wurde die Notwendigkeit eigener Räumlichkeiten, wie sie dann, unterstützt durch das Bonifatiuswerk, alsbald in Angriff genommen wurden.

## Bau der Kirche

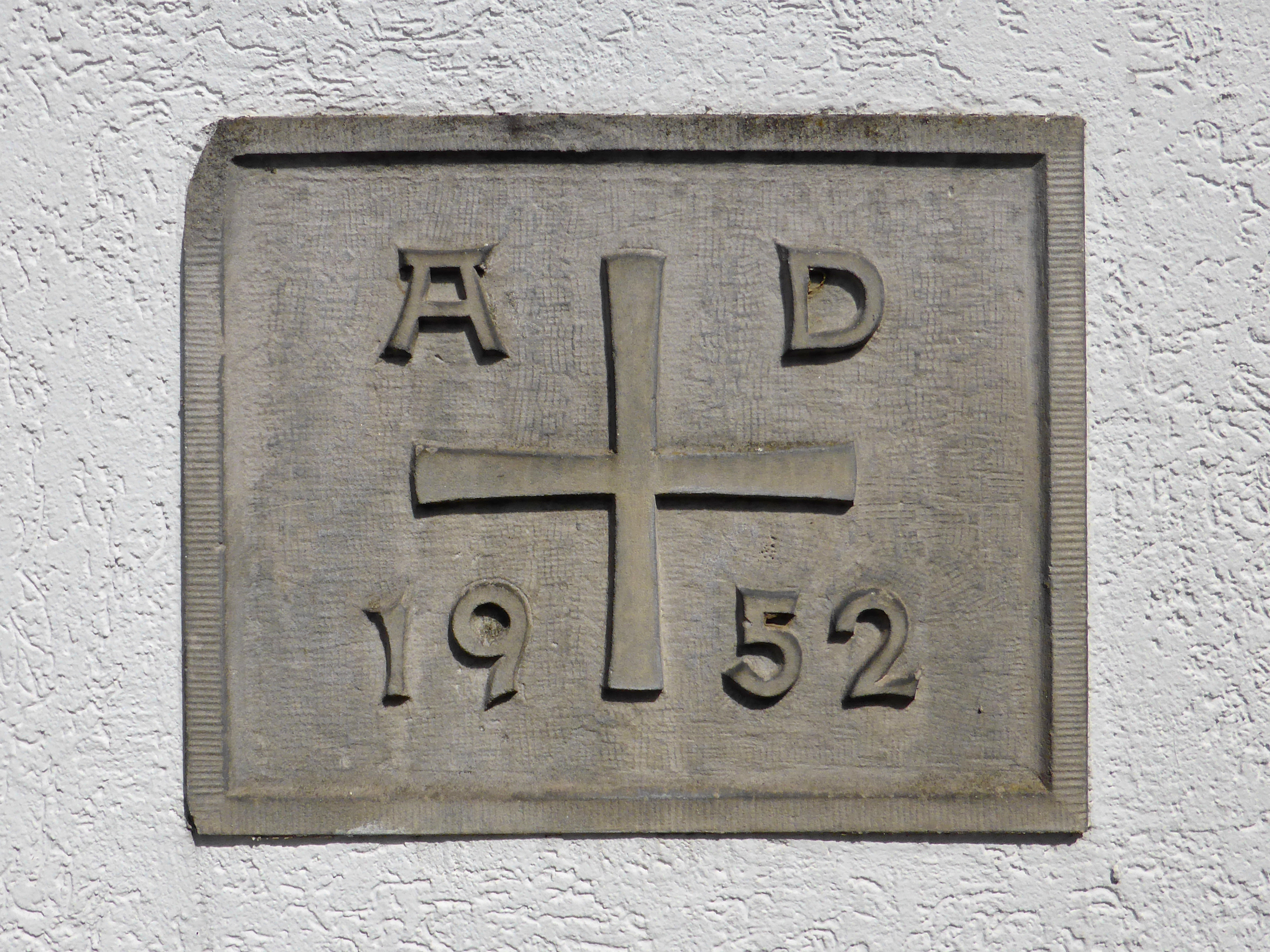
Grundstein

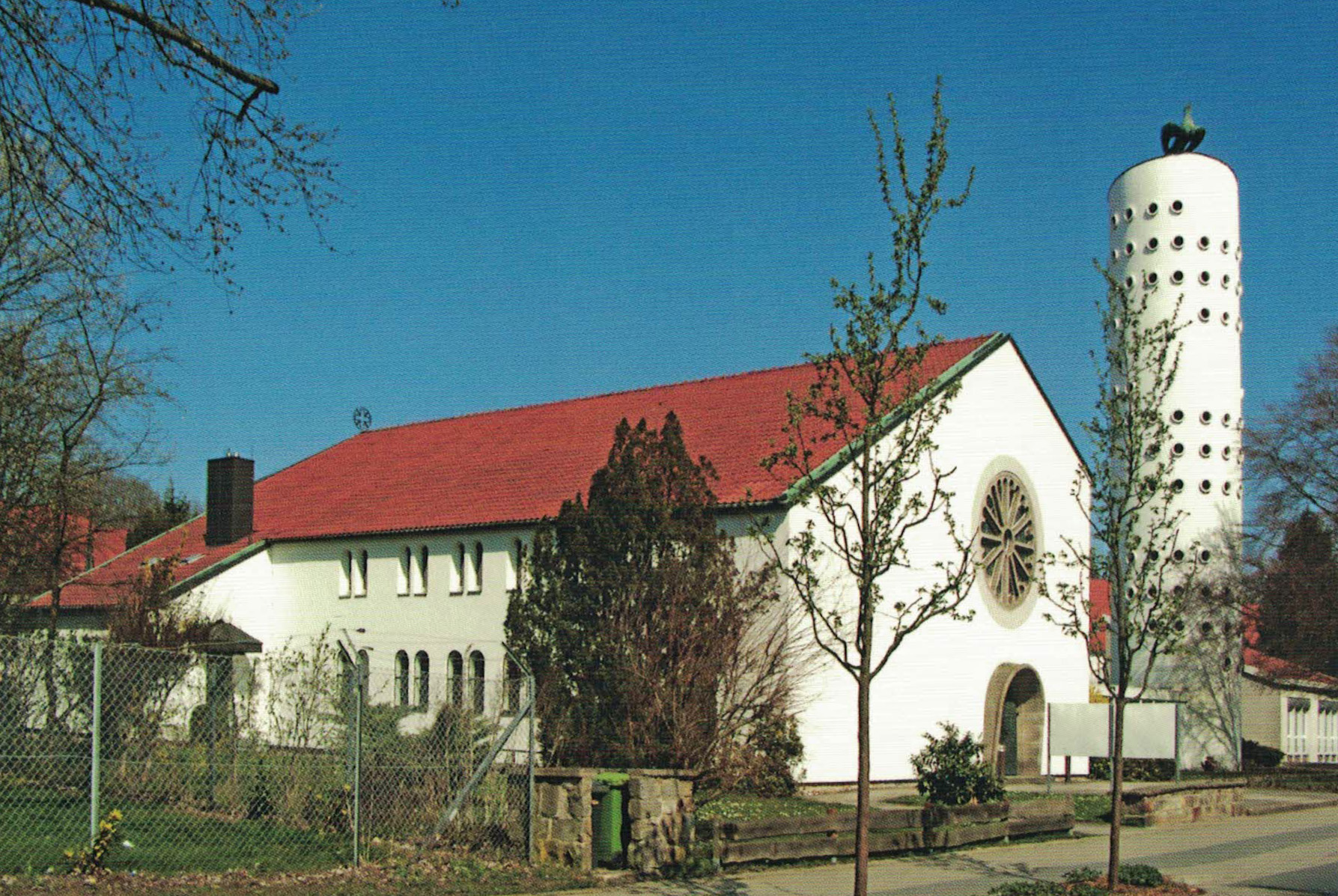
Kirchengebäude

1952 erfolgte die Grundsteinlegung für die Heilig-Geist-Kirche auf dem Grundstück St.-Ingbert-Straße 90 durch den damaligen Pfarrer der Gemeinde Peter-Paul Urbanczyck (1907–1981). Entwurf und Planung übernahm der Braunschweiger Architekt Fritz Hauk (1895–1966). Bemerkenswert ist die Grundrissdisposition des Innenraums, die die liturgischen Forderungen des 2. Vatikanischen Konzils vorwegnahm. Dominikus Böhm (Köln) entwarf die sehenswerte Buntverglasung. Gemeindesaal und Pfarrhaus stammen von dem Braunschweiger Architekten Alfred Geismar.  Bereits am 14. Dezember 1952, dem 3. Adventssonntag, erfolgte die Konsekration der Kirche durch Bischof Joseph Godehard Machens. Am 1. April 1963 wurde die Heilig-Geist-Gemeinde zur eigenständigen Pfarrei erhoben, seit dem 1. November 2006 gehören zu ihr auch die St.-Gereon-Kirche in Vechelde und die St.-Elisabeth-Kirche in Wendeburg.

## Ausstattung
Außer dem im Jahre 1952 ausgeführten Tabernakel sowie einer Lebensbaummonstranz (1961) von Fritz Schwerdt stammen zahlreiche Werke im Kirchenraum von Toni Zenz, wie die Plastiken „Christus und Ekklesia“, „Der Beter St. Antonius“, ein Ambo (Lesepult) in Form eines Adlers, das Baptisterium, die Taubenfigur auf dem Turm, der Altar sowie ein lebensgroßes Kruzifix. Toni Zenz, der stilistisch in der Tradition von Ernst Barlach und Käthe Kollwitz steht, stattete zahlreiche Kirchen in Deutschland mit seinen Plastiken aus, darunter St. Bernard in Hamburg - Poppenbüttel und St. Kunibert in Köln.
Die Plastik „Christus und Ekklesia“ zeigt das Kreuz nicht gegenständlich, sondern den Gekreuzigten in der Gestalt des Gottesknechtes, seine Arme ausbreitend und eingehüllt und getragen vom Geiste Gottes in der symbolischen Gestalt der Taube. Dieses schwer zugängliche Bildnis von hoher Aussagekraft hat zunächst einen heftigen Meinungsstreit in der gesamten katholischen Kirche verursacht, von dem auch einiges zu Pius XII. gedrungen sein soll, der – einer kunstkritischen Wertung sich enthaltend – die Intention des Bildes sogleich erkannt und gewürdigt haben soll.
Später hinzuerworben wurde noch eine holzgeschnitzte schwäbische Madonnenfigur aus dem 15. Jahrhundert.
Die Kirchenfenster symbolisieren die drei Attribute des Heiligen Geistes: Feuer, Wasser und Wind. Stellvertretend für diese sind in geometrisch begrenzten Formen dargestellt: Flammen, Fisch und Welle, ziehende Wolken, Vögel und Strahlenpfeile um das Himmelsgestirn. Jedes der Motive wiederholt sich über die Fensterreihen der Kirche hinweg in vertikalen und horizontalen Gruppierungen und mit wechselnden Farben und Formen, doch so, dass am Fuße der Langfenster das warme tief Rot, oben aber und im Kirchenschiff die lichten hellen Farben überwiegen. Das in Sandstein eingefasste Rundfenster an der Stirnseite der Kirche ist bestimmt von scheinbar wahllosen geometrischen Formen. Sonntags gegen zehn Uhr (Hochamtszeit) fängt das Fenster bei Sonnenschein an zu glühen und verleiht dem Innenraum eine warme Farbe.
In der Heilig-Geist-Kirche steht eine Orgel der Hildesheimer Orgelbauwerkstatt, Inh. Ernst Palandt von 1958 mit 25 Registern, mechanischer Traktur, zwei Manualen und Pedal. Ihre Disposition geht auf den überlieferten Zustand der historischen Orgel von St. Mauritius aus Hildesheim von 1462 zurück, der infolge mehrfachen Umbaus heute in dieser Form nicht mehr besteht.

## Turm und Glocken

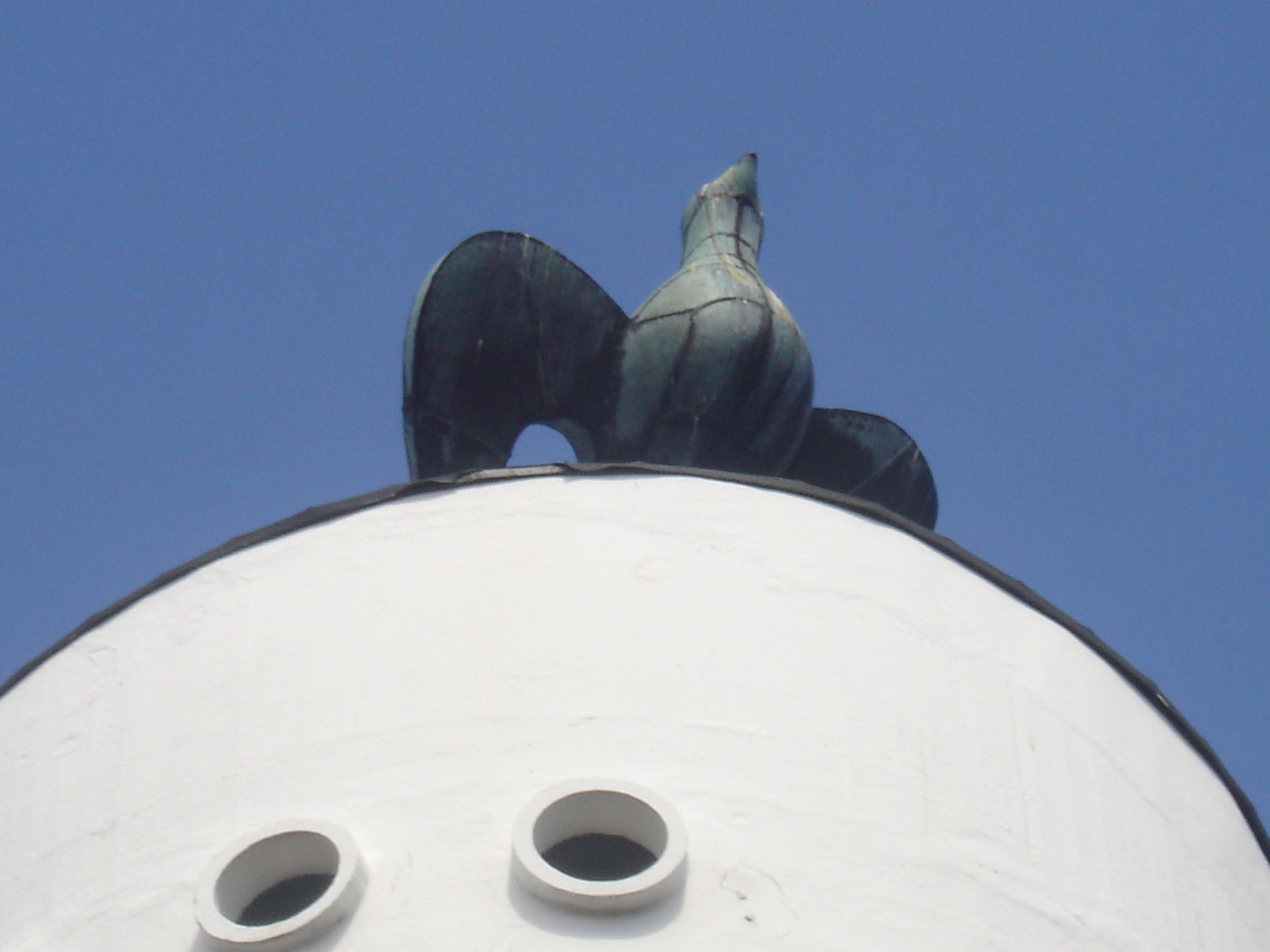
Turmspitze der Heilig-Geist-Kirche, gekrönt von einer den Hl. Geist symbolisierenden Taube

Der Turm der Heilig-Geist-Kirche wurde später geplant als die Heilig-Geist-Kirche und erst 1962 ausgeführt. Die ungewöhnliche, abgebrochen zylindrische Form des Turmes symbolisiert den verwundeten Baum des Lebens, seiner Krone beraubt durch die Sünde, der aber durch das Wirken des Geistes Gottes neue Knospen schlägt. Der Turm beherbergt neben der Taufkapelle drei wertvolle Glocken aus der Zeit um 1750, die von verschiedenen schlesischen Wandergießern aus Troppau, Neisse und Gleiwitz gegossen wurden und vor dem Krieg in der Allerheiligenkirche in Gleiwitz läuteten. Als Schmelzgut kamen sie 1943 mit zehntausenden anderer Kirchenglocken auf den Hamburger Glockenfriedhof. Da die aus den Ostgebieten stammenden Glocken nach dem Ende des Krieges nicht dorthin zurückkehren konnten, wurden sie sodann neu erbauten Kirchen in Westdeutschland überlassen. Einer vor wenigen Jahren vorgenommenen Bestandsaufnahme zufolge rangiert dieses Geläut von der schwingenden Masse her im Bistum Hildesheim an zweiter Stelle nach dem Hildesheimer Dom.

## Pfaffenfeindtaler

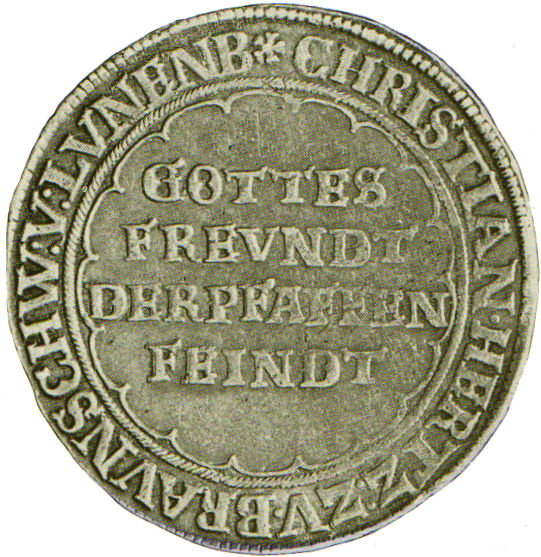

Im Dreißigjährigen Krieg ließ Herzog Christian von Braunschweig-Wolfenbüttel, dem der Volksmund den Beinamen „der tolle Christian“ verlieh, den Paderborner Domschatz rauben und aus dem erbeuteten Silber Taler schlagen mit der Aufschrift „Gottes Freundt, der Pfaffen Feindt“. Diese Spottmünze auf katholische Geistliche wurde 1622 in Soest geprägt. Der Prägung dieser Münze ist unter anderem der mittelalterliche Liboriusschrein aus dem Paderborner Dom zum Opfer gefallen.
Der evangelisch-lutherische Lehndorfer Bürger Heinrich Priesmeier hatte einige dieser Pfaffenfeindtaler in seinem Privatbesitz, die er 1961 der neuen katholischen Gemeinde in Lehndorf stiftete. Die Taler wurden eingeschmolzen und dem Silberkorpus der von Fritz Schwerdt entworfenen und ausgeführten „Baummonstranz“ beigegeben, einer der Taler wurde in dem Schauglas der Monstranz eingefügt und berichtet von dem guten Ausgang einer bösen Geschichte.